# Crystal Blue-Haired Persuasion
«Crystal Blue-Haired Persuasion» (с англ. — «Кристально синевласое убеждение») — последняя, двадцать третья, серия тридцатого сезона мультсериала «Симпсоны». Впервые вышла 12 мая 2019 года в США на телеканале FOX.

## Сюжет
Из-за небольшого падения прибыли на атомной станции мистер Бёрнс урезает льготы на оздоровление детей работников, что не позволяет никому получать государственную медицинскую помощь.
Барт вынужден перейти на непатентованное лекарство от своего синдрома дефицита внимания, но это приводит к странным побочным эффектам. Доктор Ник не помогает в этой ситуации, однако в магазине кристаллов «FAO Quartz» Мардж и Барт обнаруживают синие целебные кристаллы. Мардж решает использовать их в дополнение к его лечению. Спустя три недели Барт приносит домой «пятёрку», демонстрируя силу кристаллов.
Когда известие об академическом успехе Барта распространяется среди родителей города, которые хотят использовать кристаллы для личных нужд, Мардж идёт купить больше кристаллов. Однако магазин «FAO Quartz» закрывается, и владелица, которая решает присоединиться к новому культу, отдаёт Мардж весь инвентарь.
Мардж открывает свой собственный магазин кристалов «Ye Olde New Age Store» из гаража и начинает процветающий бизнес. Когда материалы начинают исчерпываться, Линдси Нэйгл предлагает расширить бизнес, переименовав его в «Мурмур» (англ. «Murmur»).
В это время Пайпер Пейсли, владелица релаксория целительной красоты в Шелбивилле, «Плоп», угрожает Мардж выйти из бизнеса. Мардж, игнорируя беспокойство Гомера, решает открыть киоск «Мурмура» в торговом центре Шелбивилля, рядом с «Плопом».
Скептически относясь к терапии кристаллами, Лиза изучает последние школьные работы Барта и обнаруживает, что у Барта есть скрытые заметки на рисунках классной комнаты, которые показывают только кристаллы. Она убеждает Барта признаться Мардж, поскольку он предаёт единственного человека, который обращался с ним с любовью и привязанностью, свою маму.
Когда Барт признаётся Мардж, что её обманул, и клиенты Мардж жалуются ей, что кристаллы не работают, Мардж понимает, что кристаллы только ухудшают жизнь людей. Она закрывает «Мурмур» и уступает Пайпер, к большому облегчению последней. Она также говорит Гомеру, который не ходил на работу из-за успеха Мардж и взял на себя роль стереотипного супруга, сидящего дома, вернуться к работе на Спрингфилдской электростанции.
В финальной сцене Мардж посещает бывшую владелицу «FAO Quartz» в культе. Женщина пользуется возможностью сбежать от культа с Мардж. Когда они уезжают в машине Мардж, владелица культа взрывает мост, пытаясь помешать им сбежать.

## Отношение критиков и публики
Во время премьеры на канале Fox серию просмотрели 1.50 млн человек, что сделало серию наименее просматриваемой серией 30 сезона, и наименее просматриваемой во всём сериале в тот момент.
Деннис Перкинс из «The A.V. Club» дал эпизоду оценку B-, сказав, что серия «заставила его чувствовать себя уставшим» от того, что «былую славу и вселяющий надежду оптимизм „Симпсонов“ просто никогда не вернуть». Однако саму серию как «выше среднего, по меркам сезон 30 сезона».